# Cardedeu
Cardedeu é um município da Espanha na comarca de Vallès Oriental, província de Barcelona, comunidade autónoma da Catalunha. Tem 12,1 km² de área e em 2021 tinha 18 609 habitantes (densidade: 1 537,9 hab./km²).

## Demografia
| Variação demográfica do município entre 1991 e 2004[carece de fontes?] | Variação demográfica do município entre 1991 e 2004[carece de fontes?] | Variação demográfica do município entre 1991 e 2004[carece de fontes?] | Variação demográfica do município entre 1991 e 2004[carece de fontes?] |
| ---------------------------------------------------------------------- | ---------------------------------------------------------------------- | ---------------------------------------------------------------------- | ---------------------------------------------------------------------- |
| 1991                                                                   | 1996                                                                   | 2001                                                                   | 2004                                                                   |
| 9040                                                                   | 10805                                                                  | 12792                                                                  | 14514                                                                  |